# Богути-П'янкі (гміна)
Гміна Богути-П'янкі (пол. Gmina Boguty-Pianki) — сільська гміна у центральній Польщі. Належить до Островського повіту Мазовецького воєводства.
Станом на 31 грудня 2011 у гміні проживало 2830 осіб.

## Площа
Згідно з даними за 2007 рік площа гміни становила 89.13 км², у тому числі:
- орні землі: 79.00%
- ліси: 16.00%

Таким чином, площа гміни становить 7.28% площі повіту.

## Населення
Станом на 31 грудня 2011:
| Опис     | Загалом | Загалом | Чоловіки | Чоловіки | Жінки | Жінки |
| -------- | ------- | ------- | -------- | -------- | ----- | ----- |
| одиниця  | осіб    | %       | осіб     | %        | осіб  | %     |
| все      | 2830    | 100     | 1459     | 51.55    | 1371  | 48.45 |
| міське   | 0       | 100     | 0        |          | 0     |       |
| сільське | 2830    | 100     | 1459     | 51.55    | 1371  | 48.45 |

## Сусідні гміни
Гміна Богути-П'янкі межує з такими гмінами: Клюково, Нур, Цехановець, Чижев.